# بيتر وايت (سياسي)
بيتر وايت (بالإنجليزية: Peter White)‏ هو ضابط وجندي وسياسي أسترالي، ولد في 19 يناير 1936 ببريزبان في أستراليا، وتوفي في 13 فبراير 2005. حزبياً، نشط في الحزب الليبرالي الأسترالي. وقد انتخب عضو مجلس النواب الأسترالي عن دائرة Division of McPherson ‏ (21 فبراير 1981 – 19 فبراير 1990) وانتخب عضو المجلس التشريعي ولاية كوينزلاند عن دائرة Electoral district of Southport ‏ (12 نوفمبر 1977 – 29 نوفمبر 1980).